# The 100 Jazz Albums That Shook the World
Die Liste The 100 Jazz Albums That Shook the World (dt. Die 100 Jazz-Alben, die die Welt erschütterten) wurde 2006 anlässlich der hundertsten Ausgabe der britischen Musikzeitschrift Jazzwise veröffentlicht. Sie enthält alle Alben, die von Jazzwise-Herausgeber Jon Newey und von Keith Shadwick ausgewählt wurden, beraten und kommentiert von den Autoren Stuart Nicholson, Brian Priestley, Duncan Heining, Kevin Le Gendre, Charles Alexander und Tom Barlow. Der Titel der Liste spielt auf die vorangegangene Zusammenstellung 100 Records That Set the World on Fire (While No One Was Listening) des Musikmagazins The Wire aus dem Jahr 1998 an.
| №   | Musiker/Band                           | Titel des Albums                                               | Label            | Aufnahme  |
| --- | -------------------------------------- | -------------------------------------------------------------- | ---------------- | --------- |
| 1   | Miles Davis                            | Kind of Blue                                                   | Columbia         | 1959      |
| 2   | John Coltrane                          | A Love Supreme                                                 | Impulse!         | 1964      |
| 3   | Ornette Coleman                        | The Shape of Jazz to Come                                      | Atlantic         | 1959      |
| 4   | Bill Evans Trio                        | Sunday at the Village Vanguard                                 | Riverside        | 1961      |
| 5   | Sonny Rollins                          | Saxophone Colossus                                             | Prestige         | 1956      |
| 6   | Thelonious Monk                        | Brilliant Corners                                              | Riverside        | 1956      |
| 7   | Charles Mingus                         | Mingus Ah Um                                                   | Columbia         | 1959      |
| 8   | Charlie Parker                         | Bird: The Complete Original Master Takes. The Savoy Recordings | Savoy Jazz       | 1945–1948 |
| 9   | Miles Davis                            | Bitches Brew                                                   | Columbia         | 1969      |
| 10  | Keith Jarrett                          | The Köln Concert                                               | ECM              | 1975      |
| 11  | John Coltrane                          | Giant Steps                                                    | Atlantic         | 1959      |
| 12  | Eric Dolphy                            | Out to Lunch!                                                  | Blue Note        | 1964      |
| 13  | Louis Armstrong                        | The Complete Hot Fives and Hot Seven Recordings                | Columbia         | 1925–1930 |
| 14  | Duke Ellington                         | The Blanton-Webster Band                                       | RCA Bluebird     | 1940–1942 |
| 15  | Mahavishnu Orchestra                   | The Inner Mounting Flame                                       | Columbia         | 1971      |
| 16  | Albert Ayler                           | Spiritual Unity                                                | ESP-Disk         | 1964      |
| 17  | Herbie Hancock                         | Head Hunters                                                   | Columbia         | 1973      |
| 18  | Dave Brubeck                           | Time Out                                                       | Columbia         | 1959      |
| 19  | Ornette Coleman                        | Free Jazz                                                      | Atlantic         | 1960      |
| 20  | Weather Report                         | Heavy Weather                                                  | Columbia         | 1976      |
| 21  | Ahmad Jamal                            | At the Pershing: But Not for Me                                | Argo             | 1958      |
| 22  | Jelly Roll Morton                      | Volume 1                                                       | JSP              | 1926–1928 |
| 23  | Frank Sinatra                          | Songs for Swingin’ Lovers                                      | Capitol          | 1955–1956 |
| 24  | Wes Montgomery                         | The Incredible Jazz Guitar of Wes Montgomery                   | Riverside        | 1960      |
| 25  | Modern Jazz Quartet                    | Fontessa                                                       | Atlantic         | 1956      |
| 26  | Bud Powell                             | The Genius of Bud Powell                                       | Clef/Verve       | 1951/52   |
| 27  | Cecil Taylor                           | At the Café Montmartre                                         | Debut            | 1962      |
| 28  | Art Blakey                             | Moanin’                                                        | Blue Note        | 1958      |
| 29  | Herbie Hancock                         | Maiden Voyage                                                  | Blue Note        | 1965      |
| 30  | Stan Getz/João Gilberto                | Getz/Gilberto                                                  | Verve            | 1965      |
| 31  | Pat Metheny                            | Bright Size Life                                               | ECM              | 1976      |
| 32  | Jimmy Smith                            | A New Sound... A New Star...                                   | Blue Note        | 1956      |
| 33  | Jan Garbarek                           | Afric Pepperbird                                               | ECM              | 1970      |
| 34  | Woody Herman                           | The Thundering Herds                                           | Columbia         | 1945–1947 |
| 35  | Duke Ellington                         | Ellington at Newport                                           | Columbia         | 1956      |
| 36  | Ella Fitzgerald                        | Ella Fitzgerald Sings the Cole Porter Songbook                 | Verve            | 1956      |
| 37  | Charles Mingus                         | The Black Saint and the Sinner Lady                            | Impulse!         | 1963      |
| 38  | Cannonball Adderley                    | Somethin’ Else                                                 | Blue Note        | 1959      |
| 39  | Tony Williams Lifetime                 | Emergency!                                                     | Polydor          | 1969      |
| 40  | Billie Holiday                         | Billie Holiday at JATP                                         | Clef/Verve       | 1945–1946 |
| 41  | Chick Corea                            | Return to Forever                                              | ECM              | 1971      |
| 42  | Stan Getz                              | Focus                                                          | Verve            | 1961      |
| 43  | Miles Davis                            | Sketches of Spain                                              | Columbia         | 1960      |
| 44  | George Russell                         | The Jazz Workshop                                              | RCA Victor       | 1956      |
| 45  | John Coltrane                          | Impressions                                                    | Impulse!         | 1961–1963 |
| 46  | Andrew Hill                            | Point of Departure                                             | Blue Note        | 1964      |
| 47  | Sonny Rollins                          | The Bridge                                                     | RCA Victor       | 1962      |
| 48  | Sun Ra                                 | The Heliocentric Worlds of Sun Ra, Vol. 1                      | ESP-Disk         | 1965      |
| 49  | Dizzy Gillespie                        | Shaw ’Nuff                                                     | Musicraft        | 1945/46   |
| 50  | Lennie Tristano                        | Tristano                                                       | Atlantic         | 1955      |
| 51  | John Zorn                              | Naked City                                                     | Elektra/Nonesuch | 1989      |
| 52  | John McLaughlin                        | Extrapolation                                                  | Marmalade        | 1969      |
| 53  | Pharoah Sanders                        | Karma                                                          | Impulse!         | 1969      |
| 54  | Lester Young                           | Lester Young/Buddy Rich Trio                                   | Verve            | 1946      |
| 55  | John Coltrane                          | Ascension                                                      | Impulse!         | 1965      |
| 56  | Art Ensemble of Chicago                | A Jackson in Your House                                        | BYG Actuel       | 1969      |
| 57  | Horace Silver                          | Song for My Father                                             | Blue Note        | 1963/64   |
| 58  | Clifford Brown/ Max Roach Quintet      | Clifford Brown and Max Roach                                   | EmArcy           | 1954      |
| 59  | Coleman Hawkins                        | Body and Soul                                                  | RCA Bluebird     | 1939–1956 |
| 60  | Peter Brötzmann Octet                  | Machine Gun                                                    | FMP              | 1969      |
| 61  | Miles Davis                            | Birth of the Cool                                              | Capitol          | 1949/50   |
| 62  | Count Basie                            | The Atomic Mr. Basie                                           | Roulette         | 1957      |
| 63  | Archie Shepp                           | Four for Trane                                                 | Impulse!         | 1964      |
| 64  | Brad Mehldau                           | Art of the Trio Vol. 3                                         | Warner           | 1998      |
| 65  | Gerry Mulligan                         | Gerry Mulligan Quartet                                         | Pacific Jazz     | 1952      |
| 66  | Gil Evans                              | The Individualism of Gil Evans                                 | Verve            | 1963/64   |
| 67  | John Handy                             | Live at Monterey Jazz Festival                                 | Columbia         | 1965      |
| 68  | Esbjörn Svensson Trio                  | From Gagarin’s Point of View                                   | ACT              | 1999      |
| 69  | Stan Tracey                            | [[Jazz Suite Inspired by Dylan Thomas’ Under Milk Wood]]       | EMI/Columbia     | 1965      |
| 70  | Dollar Brand (Abdullah Ibrahim)        | African Marketplace                                            | Elektra/Musician | 1980      |
| 71  | Wayne Shorter                          | Speak No Evil                                                  | Blue Note        | 1964      |
| 72  | Thelonious Monk                        | Genius of Modern Music – Vol 1                                 | Blue Note        | 1947      |
| 73  | Roland Kirk                            | Rip, Rig and Panic                                             | Limelight        | 1965      |
| 74  | Herbie Hancock                         | The New Standard                                               | Verve            | 1996      |
| 75  | Oscar Peterson                         | Night Train                                                    | Verve            | 1962      |
| 76  | Charles Lloyd                          | Dream Weaver                                                   | Atlantic         | 1965      |
| 77  | Art Tatum                              | The Genius of Art Tatum No. 1                                  | Clef             | 1953      |
| 78  | Betty Carter                           | The Audience with Betty Carter                                 | Betcar           | 1979      |
| 79  | Oliver Nelson                          | The Blues and the Abstract Truth                               | Impulse!         | 1961      |
| 80  | John Surman                            | Tales of the Algonquin                                         | Deram            | 1971      |
| 81  | Eberhard Weber                         | The Colours of Chloë                                           | ECM              | 1973      |
| 82  | Steve Coleman and the Five Elements    | The Tao of Mad Phat: Fringe Zones                              | RCA/Novus        | 1993      |
| 83  | Diana Krall                            | Love Scenes                                                    | Impulse!         | 1997      |
| 84  | Anthony Braxton                        | For Alto                                                       | Delmark          | 1969      |
| 85  | Krzysztof Komeda                       | Astigmatic                                                     | Nagrania Muza    | 1965      |
| 86  | Steps Ahead                            | Steps Ahead                                                    | Elektra/Musician | 1983      |
| 87  | Django Reinhardt                       | Rétrospective 1934–53                                          | Saga             | 1934–1953 |
| 88  | Joe Harriott-John Mayer Double Quintet | Indo-Jazz Suite                                                | EMI Columbia     | 1965      |
| 89  | Jackie McLean                          | Let Freedom Ring                                               | Blue Note        | 1962      |
| 90  | Charlie Haden                          | Liberation Music Orchestra                                     | Impulse! Records | 1969      |
| 91  | Music Improvisation Company            | Music Improvisation Company                                    | ECM              | 1970      |
| 92  | Sarah Vaughan                          | Sarah Vaughan with Clifford Brown                              | EmArcy           | 1954      |
| 93  | Jan Johansson                          | Jazz på svenska                                                | Megafon          | 1962–1964 |
| 94  | Cassandra Wilson                       | Blue Light ’Til Dawn                                           | Blue Note        | 1993      |
| 95  | Wynton Marsalis                        | Black Codes from the Underground                               | Columbia         | 1985      |
| 96  | Medeski, Martin & Wood                 | Combustication                                                 | Blue Note        | 1998      |
| 97  | Tomasz Stańko                          | Soul of Things                                                 | ECM              | 2001      |
| 98  | Courtney Pine                          | Journey to the Urge Within                                     | Antilles         | 1986      |
| 99  | The Bad Plus                           | These Are the Vistas                                           | Columbia         | 2005      |
| 100 | Polar Bear                             | Held On the Tips of Fingers                                    | Babel            | 2004–2005 |